# Li Baolian
Li Baolian, född 8 mars 1963, är en friidrottare från Kina. Hon deltog vid olympiska sommarspelen 1988.